# كارل كوري

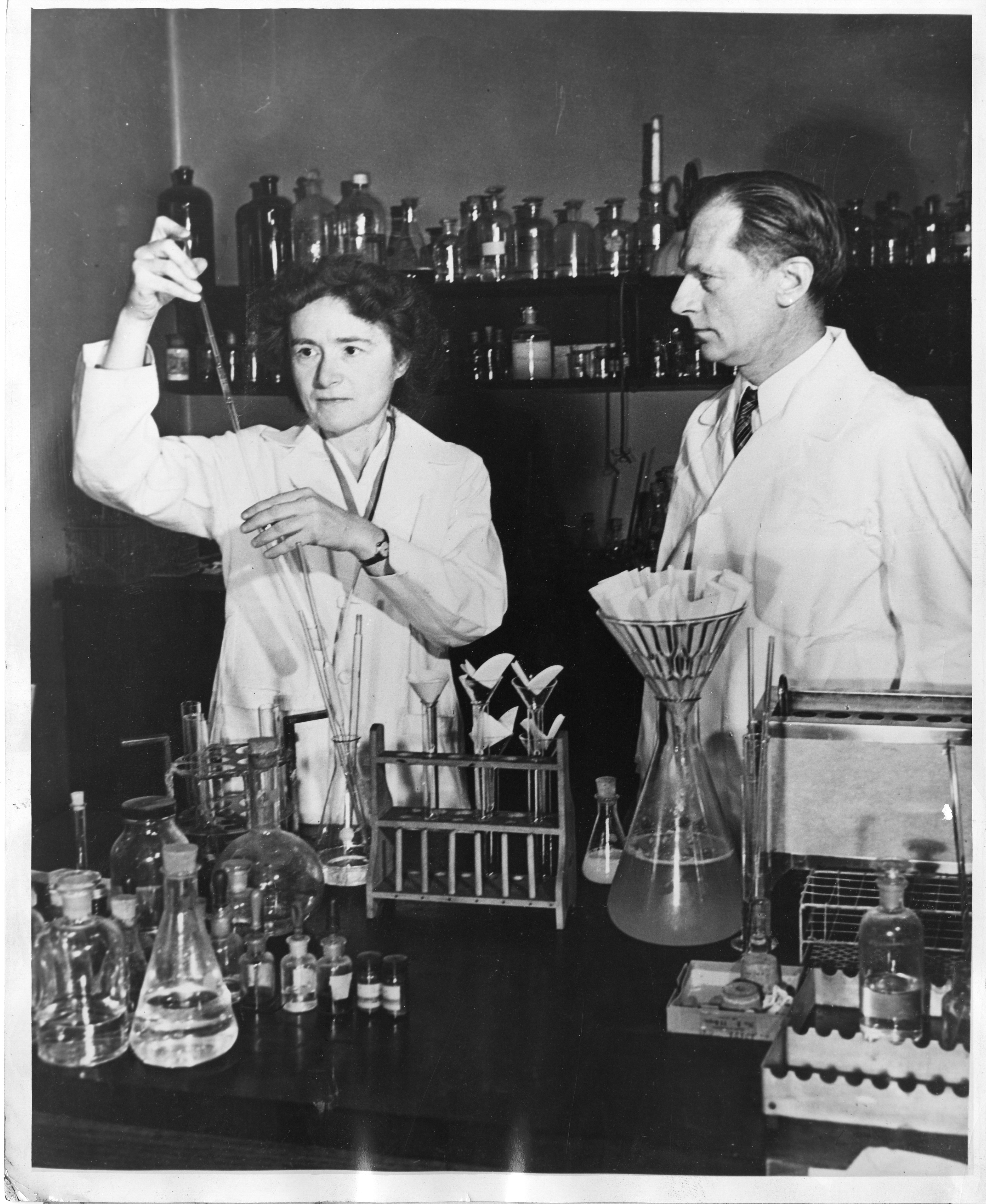
كارل كوري مع زوجته وزميله الحائز على جائزة نوبل ، غيرتي كوري ، في عام 1947.

كارل فرديناند كوري(بالإنجليزية: Carl Ferdinand Cori)‏ (5 ديسمبر 1896 ـ 20 أكتوبر 1984) عالم كيمياء حيوية وأدوية أمريكي من أصل تشيكي، تقاسم جائزة نوبل في الطب لعام 1947 مع زوجته جرتي كوري والأرجنتيني برناردو هوساي لاكتشافهم كيفية تحطم الغلايكوجين (النشا الحيواني) وإعادة تخليقه في الجسم لاستخدامه كمخزن للطاقة ومصدر لها.

## روابط خارجية
- كارل كوري على موقع الموسوعة البريطانية (الإنجليزية)
- كارل كوري على موقع الموسوعة البريطانية (الإنجليزية)
- كارل كوري على موقع مونزينجر (الألمانية)
- كارل كوري على موقع إن إن دي بي (الإنجليزية)